# Amanda Bynes
Amanda Laura Bynes (Thousand Oaks, 1986) és una actriu estatunidenca i expresentadora de Nickelodeon.

## Biografia
Bynes es va fer famosa per presentar shows a televisió, fins que va arribar a tenir el seu propi, The Amanda Show. Posteriorment començà a actuar en pel·lícules de cinema. Va ser la protagonista de la pel·lícula What a Girl Wants, i de la sèrie What I Like About You junt amb la "Kelly" de Beverly Hills 90210. Ha intervingut en la pel·lícula Big Fat Liar juntament amb Frankie Muniz (l'actor de Malcolm in the middle).

## Filmografia
- 2002: Big Fat Liar: Kaylee
- 2002-2006: What I Like About You: Holly Tyler
- 2003: Charlotte's Web 2: Wilbur's Great Adventure (veu)
- 2003: Un somni per a ella (What a Girl Wants)
- 2005: Love Wrecked: Jenny Taylor
- 2005: Robots (veu)
- 2006: She's the Man: Viola Hastings
- 2007: Sydney White: Sydney White
- 2007: Hairspray: Penny Pingleton
- 2008: Living Proof
- 2010: Rumors i mentides: Marianne Bryant